# Boskoopské

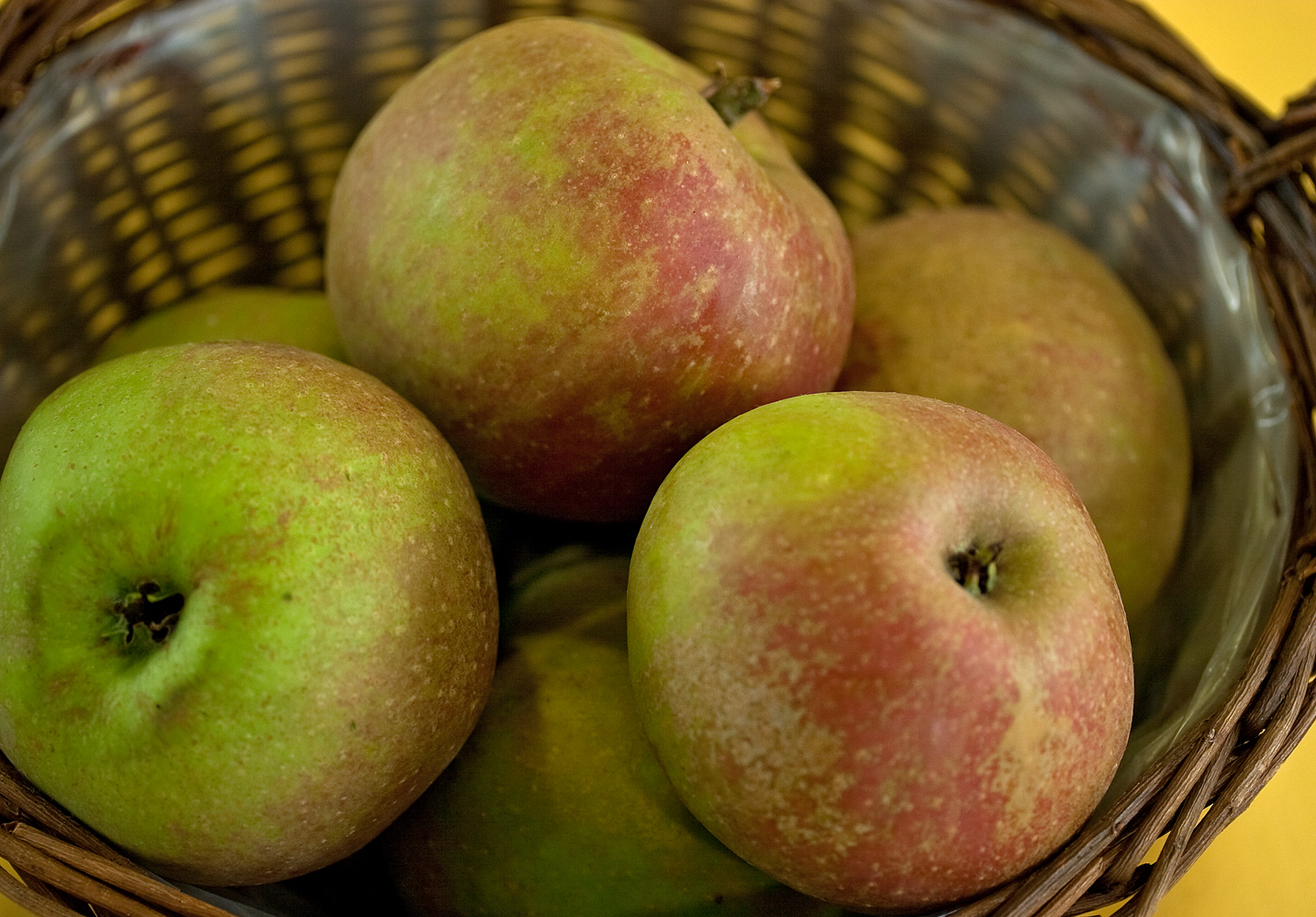
Boskoopské

Boskoopské (Malus domestica 'Boskoopské') je ovocný strom, kultivar druhu jabloň domácí z čeledi růžovité (Rosaceae). Plody je poměrně velký, s drsnou matnou slupkou. Chuť je bez výrazného aróma, je hodnocena jako „poměrně dobrá“. Plody jsou vhodné na zpracování, ale lze je použít i pro konzum. Sklízí se začátkem měsíce října, ve skladu vydrží do dubna.

## Historie

### Původ
Odrůda Boskoopské pochází ze školek P.A. Ottolandera v Boskoopu u Goudy v Holandsku, kde byla objevena v polovině 19. století a rozšiřována od roku 1863.

## Vlastnosti

### Růst
Růst je velmi bujný. Vytváří velké a široké kulovité koruny. Výhony bývají velmi silné. Zmlazování snáší dobře, reaguje silným růstem. 
Je vhodná do většiny teplejších poloh a je nenáročná na údržbu. Výchovný řez během prvních let nutný. Reakce na zmlazování je silný růst což vyvolává další náklady na údržbu. Podle zdrojů se neosvědčuje. Intenzivní údržba nemá velký význam, nevyplácí se. Je doporučováno, jako vhodnější, místo zmlazení významné hnojení dusíkem. Hnojení jabloní dusíkem ale vyvolává náchylnost k některým vážným chorobám, podporuje dále namrzání a rozhodně nenapomáhá prosvětlení koruny.
S ohledem na růstové vlastnosti je vhodnější extenzivní pěstování jako polokmenu a vysokokmenu. Přes zjevně silný růst je doporučována i na zákrsky na slabě rostoucích podnožích. Vůči mrazu je citlivější jak ve dřevě, tak i v době květu. Pro časté namrzání ve kmeni se doporučuje mezištěpování.

### Poloha
V chudých a suchých půdách jsou plody menší, bez chuti. Na otevřených polohách plody padají. V mrazových kotlinách silně namrzá.

### Plodnost
Plodí pozdně, střídavě, bohatě.

## Plod
Plod soudkovitý, velký. Slupka drsná, zčásti rzivě kožovitá, zelenožlutá s karmínově červeným žíháním na osluněné straně. Dužnina je nazelenalá nebo žlutavá, šťavnatá, po rozkrojení hnědne. Vůně průměrná. Chuť bez aroma až nakyslá, poměrně dobrá. Plody někdy praskají. Při skladování plody vadnou, zvláště pokud jsou podtržené.

## Květy
Stromy kvetou poměrně raně. Odrůda je cizosprašná, jde o triploidního křížence, jenž vyžaduje dobré opylení dobrými diploidními opylovači. Je to odrůda náročná na opylovače.
Vhodní opylovači: 'Coxova reneta', 'James Grieve', 'Jonathan', 'Landsberská reneta', 'Matčino', 'Oldenburgovo', 'Ontario', 'Parména zlatá', 'Wealthy', 'Zvonkové', 'Dukát'.
Vůči mrazu v době květu je citlivější.

## Choroby a škůdci
Odrůda je obvykle napadána těmito škůdci a chorobami:
- padlí jabloňové
- strupovitost jabloně
- proliferace jabloně – velmi citlivá[2]

Trpí hořkou skvrnitostí. Padlím trpí středně, strupovitostí jen málo. Není vhodná do uzavřených poloh. Není náchylná k namrzání ve dřevě a poškození květů. Plody někdy praskají, což může ovlivnit jejich použitelnost a napadání dalšími patogeny.

## Podnož
Vhodné podnože jsou slabě rostoucí pro menší tvary. Pro dobré vybarvení plodů vysokokmenů je vhodná A2, ale používá se i M 11. Pro zákrsky je vhodná M4 a M7.

## Hodnocení
U samozásobitelů k zpracování a k přímému konzumu. Aby se zabránilo hnědnutí dužiny při zpracování, je nutno plody zchladit na 2–4 °C. Snáší dobře dopravu, manipulaci a třídění. Pro velkovýrobu je překonaná a pro střídavou plodnost do velkovýroby nevhodná. Není často pěstovanou odrůdou, už ve 20. století vytlačována červenou mutací.